# Pagoda Mingalazedi
Pagoda Mingalazedi (burmansko မင်္ဂလာစေတီ, izgovarjava: [mɪ̀ɴɡəlà zèdì]; napisano tudi Pagoda Mingalar Zedi) je budistična stupa v Baganu v Mjanmarju. Znana je po svojih likovnih delih in veliko lepih zastekljenih ploščic iz džatake okoli treh kvadratnih teras. Čeprav so bile mnoge poškodovane ali ukradene, jih je še vedno precej.
Gradnja se je začela leta 1268, ko je vladal kralj Naratihapate . 
Pagoda je eden redkih templjev v Baganu s 550 zastekljenimi ploščicami iz terakotae s podobami zgodb iz džatake. Pagoda je bila zgrajena z opeko in ima več teras, ki vodijo k veliki obliki lončaste stupe na sredini, zaključene z dežnikom (hti) z dragulji.
Pagoda Mingalazedi je bila zgrajena nekaj let pred prvim burmanskim kraljestvom (kraljestvo Pagan), ki so ga oplenili Mongoli.
Na vzhodni strani opečne ploščadi so kvadratne plošče, figurice dev, ki darujejo pagodi; na južni strani so figure ogrov (mitološka bitja), ki prihajajo, da ponudijo nabožna darila pagodi; na zahodni strani so figure nag z nabožnimi darili in na severni strani kvadratne plošče upodabljajo garude (humanoidne ptice), ki prihajajo darovat pagodi.
V prostorni okolici je bilo včasih veliko samostanov Kala Kjaung. Mnogi so propadli. Redki, ki še vedno stojijo, so v dobrem stanju. Na severovzhodnem kotu je majhna pagoda po cejlonskem zgledu.
Napis na kamnu, odkrit v notranjosti majhne opečne hiše na zahodni strani opečne ploščadi, je bil preseljen v Arheološki muzej. Zdaj je prikazan na odprtem in je označen s številko 110, napis je znan kot "napis Šin Ditha Pamaukha". Opisuje verska dejanja meniha z imenom Šihin Ditha Pamaukha, ki je vodil mirovno misijo cesarja Kublajkana na dvoru v Pekingu v Kitajski.
Mingalazedi ima visoke vodne oznake mjanmarske sakralne arhitekture, saj je bila zgrajena nekaj desetletij pred razpadom Paganskega kraljestva. Je vzorec za poznejše pagode.